# Шатров, Вячеслав Павлович
Вячеслав Павлович Шатров (21 апреля 1930, Москва — 13 января 1999, Москва) — юрист, специалист по международному праву и проблемам защиты интеллектуальной собственности; выпускник МГИМО МИД СССР (1954), доктор юридических наук с диссертацией по проблемам межгосударственного сотрудничества в сфере интеллектуальной собственности (Университет имени Гумбольдта, 1979); профессор на кафедре международного права РУДН (1983); член редколлегии журнала «Международное право — International Law».

## Биография
Вячеслав Шатров родился в Москве 21 апреля 1930 года; в 1954 году он стал выпускником Московского государственного института международных отношений (МГИМО) МИД СССР. В том же году стал сотрудником отдела информации в советско-германском акционерном общества (совместного предприятия) «Висмут», работавшем в ГДР в области добычи урановой руды — проработал здесь до 1957 года. В 1957—1958 годах являлся референтом иностранного отдела в президиуме Академии наук СССР (АН), а в период с 1958 по 1963 год — занимал пост учёного секретаря по международным научным связям, работая в Институте государства и права (ИГП) АН СССР.
Между 1963 и 1971 годами Шатров состоял заместителем начальника отдела внешних отношений, являвшегося частью Государственного комитета Совмина СССР по делам изобретений и открытий. В 1970 году он защитил в ИГП кандидатскую диссертацию, выполненную под научным руководством доктора юридических наук Августа Рубанова, по теме «Международно-правовые структуры и деятельность Всемирной организации интеллектуальной собственности» — стал кандидатом юридических наук. Девять лет спустя Шатров успешно защитил в Университете имени Гумбольдта (Берлин, ГДР) докторскую диссертацию по проблемам межгосударственного (трансграничного) сотрудничества в сфере интеллектуальной собственности — его диплом доктора наук был нострифицирован ВАК СССР в 1982 году.
В 1971—1975 годах Шатров являлся заведующим кафедрой изобретательного и патентного права, являвшейся частью Центрального института повышения квалификации патентных работников (ЦИПК) Госкомизобретений. В тот же период, в 1972—1974 годах, он состоял (по совместительству) старшим научным сотрудником Института США АН СССР. Затем, в период с 1975 по 1981 год, занимал должность постоянного представителя в ГДР и Западном Берлине советского Всесоюзного агентства по авторским правам (ВААП). В 1982—1983 годах являлся заместителем начальника договорно-правового управления ВААП, после чего, с 1983 по 1998 год, занимал позицию профессора на кафедре международного права, являвшейся частью советского и российского Университета дружбы народов.
Живя в восточном Берлине состоял собственным корреспондентом московской газеты «Советская культура» (сегодня — газета «Культура»). Также участвовал в работе над законопроектом о прямом действии международных договоров. В 1970 году Шатров принимал участие в дипломатической конференции, проходившей в Швеции; в 1986 году он участвовал в аналогичном мероприятии в Австрии. Являлся членом редакционной коллегии журнала «Международное право — International Law». Скончался 13 января 1999 года и был похоронен на московском Ваганьковском кладбище.

## Работы
Вячеслав Шатров являлся автором и соавтором более ста тридцати научных работ, часть которых увидела свет в Германии, Болгарии, США, Польше и Чехословакии; он специализировался на международном экономическом праве, включая проблемы экономической интеграции в странах Африки и Латинской Америки — публиковался по вопросам международного сотрудничества в сфере защиты изобретательского и авторского права:
- «Международное сотрудничество в области изобретательского права» (М., 1983);
- «Всемирная организация интеллектуальной собственности» (М., 1964);
- Научно-техническая революция и охрана промышленной собственности в международных отношениях / В. П. Шатров // Тезисы докладов на Второй конференции ЦИПК 25—26 декабря 1973 / Государственный комитет Совета Министров СССР по делам изобретений и открытий; Центральный институт повышения квалификации руководящих работников и специалистов народного хозяйства в области патентной работы. — М., 1973. — С. 28—30;
- Советский ежегодник международного права. 1985 = Soviet year-book of international law. 1985 / Советская Ассоциация международного права. — М.: Наука, 1986. — С. 281—283. — Рецензия на кн.: Лисовский В. И. Правовое регулирование международных экономических отношений. М.: Высшая школа, 1984;
- Проблемы интеллектуальной собственности // Государство и право. 1997. № 2.